# Мандарава
Мандарава е Ваджраяна будистка жена-учител и наред с Йеше Цогял е основна съпруга и ученичка на Гуру Падмасамбхава. Родена като принцеса в Манди, Химачал Прадеш в Индия през 8 век, тя се отказва от кралските привилегии, за да може да се отдаде на изучаване и практика на Дхарма и впоследствие става напълно рализиран учител.
Пълното и име е „Цветето Мандарава“, се отнася за Еритрина, или Кораловото Дърво, едно от петте митични дървета, които растат в Чистата Земя Сукхавати.
Мандарава осъзнава своето призвание да разпространява Дхарма заедно с Паднасамбхава, с което изпълнява предсказанието от времето на своето раждане, че тя ще се окаже дакини. На шестнадесет години Мандарава става първата съпруга на Падмасамбхава и следващите години са изпълнени с интензивна медитативна практика. Докато Падмасамбхава продължава да разпространява ученията из Тибет и целия Хималайски район Мандарава остава в Индия.
Счита се, че тя е дакини на мъдростта, като някои от нейните проявления са: Йогини Мируки Генчен от времето на Марпа Лоцава; Рисулкий Налджорма от времето на Ньен Лоцава; Друпе Гялмо от времето на Речунгпа, Чушинги Ньемачен, партньорка на Майтрипа. Дакини Нигума също се смята за въплъщение на Мандарава.